# Судьїн Сергій Корнилович
Сергій Корнилович Судьїн (1894, село Нова Цівільського повіту Казанської губернії, тепер Цівільського району Чувашії, Російська Федерація — розстріляний 21 квітня 1938, місто Москва, Російська Федерація) — радянський діяч, 1-й заступник і т.в.о. народного комісара зовнішньої торгівлі СРСР. Член Центральної контрольної комісії ВКП(б) у 1930—1934 роках. Член Комісії радянського контролю при РНК СРСР у 1934—1937 роках.

## Біографія
Народився в бідній селянській родині. Закінчив міське початкове училище міста Слов'яносербська Катеринославської губернії.
У липні 1909 — липні 1911 року — помічник конторника Ірмінського рудника в селищі Юзівка (тепер — місто Донецьк) Бахмутського повіту Катеринославської губернії.
З серпня 1911 по червень 1912 року навчався в середньо-технічному училищі в Ростові-на-Дону.
У липні 1912 — серпні 1915 року — помічник писаря (письмовода) Казанської губернської креслярні. У 1915 році закінчив екстерном курс середньої школи в місті Казані.
У вересні 1915 — травні 1916 року — студент Казанського університету.
У травні — вересні 1916 року — юнкер військового училища в Києві.
У жовтні 1916 — березні 1918 року — прапорщик-ад'ютант 95-го піхотного запасного полку російської армії в Казані. З жовтня 1917 року — організатор Червоної гвардії міста Казані.
У квітні — серпні 1918 року — керуючий справами Казанського губернського військового комісаріату.
У серпні — вересні 1918 року — уповноважений із постачання 5-ї армії в місті Свіяжськ Казанської губернії.
Член РКП(б) з вересня 1918 року.
У вересні — грудні 1918 року — військовий комісар Казанської губернії.
У січні — травні 1919 року — заступник начальника, в травні — червні 1919 року — начальник Центрального управління постачання РСЧА.
У липні — листопаді 1919 року — заступник, надзвичайний уповноважений Ради оборони РРФСР із постачання армій Східного фронту в місті Симбірську.
У листопаді 1919 — лютому 1920 року — член Революційної військової ради Західної армії в місті Казані.
У лютому — липні 1920 року — комісар Казанської залізниці.
Далі, за одним джерелом — у 1920 році — комісар Західної залізниці, за іншим джерелом — з серпня по грудень 1920 року — комісар Південної залізниці в місті Харкові.
У січні 1921 — 1923 року — комісар Водного управління Народного комісаріату шляхів сполучення РРФСР.
У 1923 — лютому 1924 року — начальник господарсько-матеріального відділу Центрального управління залізничного транспорту Народного комісаріату шляхів сполучення СРСР.
У лютому 1924 — січні 1925 року — помічник начальника Управління Військово-повітряних сил РСЧА.
У лютому 1925 — грудні 1927 року — заступник начальника Центрального управління морського транспорту Народного комісаріату шляхів сполучення СРСР, начальник Центрального управління внутрішніх водних шляхів Народного комісаріату шляхів сполучення СРСР.
У січні 1928 — вересні 1930 року — керівник оперативної групи Центральної контрольної комісії ВКП(б) — Народного комісаріату робітничо-селянської інспекції СРСР.
У вересні 1930 — 1932 року — начальник сектора перевірки виконання, член колегії Народного комісаріату зовнішньої торгівлі СРСР.
У 1932 — лютому 1934 року — заступник народного комісара зовнішньої торгівлі СРСР.
У лютому 1934 — березні 1935 року — член, заступник керівника групи водного транспорту Комісії радянського контролю при РНК СРСР.
У березні 1935 — жовтні 1937 року — 1-й заступник народного комісара зовнішньої торгівлі СРСР.
З 14 червня по 15 жовтня 1937 року — т.в.о. народного комісара зовнішньої торгівлі СРСР.
21 жовтня 1937 року заарештований органами НКВС. Засуджений Воєнною колегією Верховного суду СРСР 21 квітня 1938 року до страти, розстріляний того ж дня. Похований на полігоні «Комунарка» біля Москви.
28 березня 1956 року посмертно реабілітований.

## Нагороди
- орден Леніна (23.01.1937)[4]. Нагороджений за «виключні заслуги щодо керівництва експортом радянських товарів, а також у галузі підбору та виховання кадрів зовнішньоторговельних працівників»[5].